# Schottentor (métro de Vienne)
Schottentor (en allemand : U-Bahn-Station Seestadt), dite aussi Schottentor-Universität, est une station de la ligne U2 du métro de Vienne. Elle est située sous la Universitätsstrasse sur le territoire du Ier arrondissement Innere Stadt, à Vienne en Autriche.
Mise en service en 1980, elle est depuis 2021 le terminus provisoire de la ligne U2 du métro de Vienne, dans le cadre du grand chantier de réaménagement de cette extrémité de la ligne U2 et de création de la ligne automatique U5.

## Situation sur le réseau

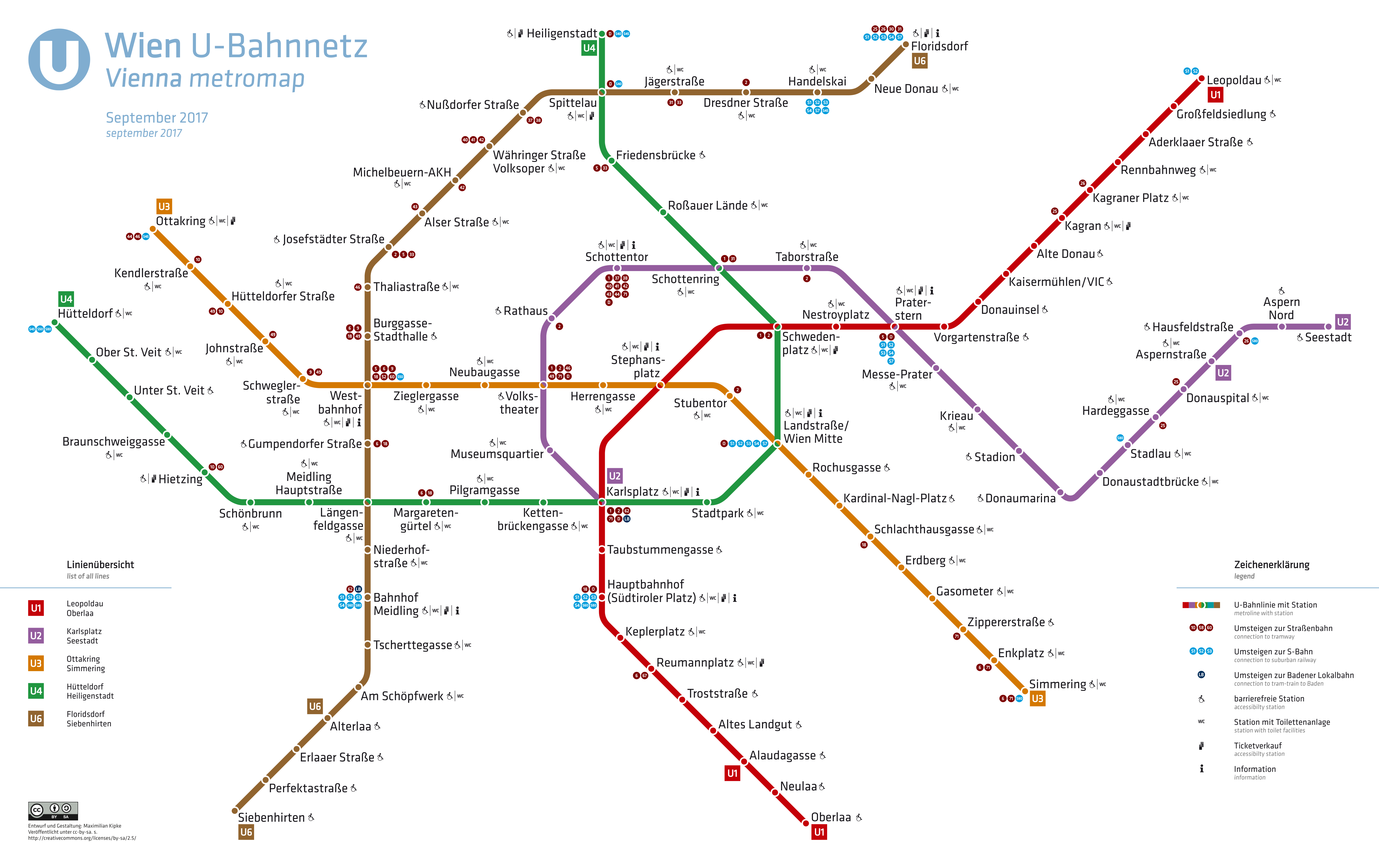
Plan du métro (2017).

Établie en souterrain Schottentor est la station terminus ouest, provisoire, de la ligne U2 du métro de Vienne, elle est située avant la station Schottenring, en direction du terminus est Seestadt.
Elle dispose d'un quai central encadré par les deux voies de la ligne.

## Histoire
La station Schottentor est mise en service le 30 août 1980, dans le cadre de l'ouverture de la première section de Karlsplatz à Schottenring de la ligne U2 du métro de Vienne.
Elle devient la station terminus est, provisoire, de la ligne U2 le 28 mai 2021, lors de la fermeture pour travaux de la section de Schottentor à Karlsplatz. Ceci ayant lieu dans le cadre du réaménagement de cette portion de ligne et des stations pour son intégration dans la nouvelle ligne U5 automatique et la construction d'un nouveau prolongement de la ligne U2.

## Projet
Le projet d'expansion U2xU5 (de) comporte la création d'une nouvelle ligne U5 automatique et le prolongement de la ligne U2 vers le sud au-delà de Schottentor. Le chantier débuté en 2021 est prévue pour s'achever en 2026 pour l'ouverture de la première section U5 et en 2028 pour le nouveau prolongement de la ligne U2 par la nouvelle station U2 de Rathaus jusqu'au nouveau terminus de Matzleinsdorfer Platz. Le prolongement suivant de Matzleinsdorfer Platz à Wienerberg est a une ouverture prévue de 2032 à 2035.

## À proximité
- Centre ville de Vienne